# William Nicholson Jennings
William Nicholson Jennings (Yorkshire, 1860 – 1946) è stato un fotografo statunitense.

## Biografia

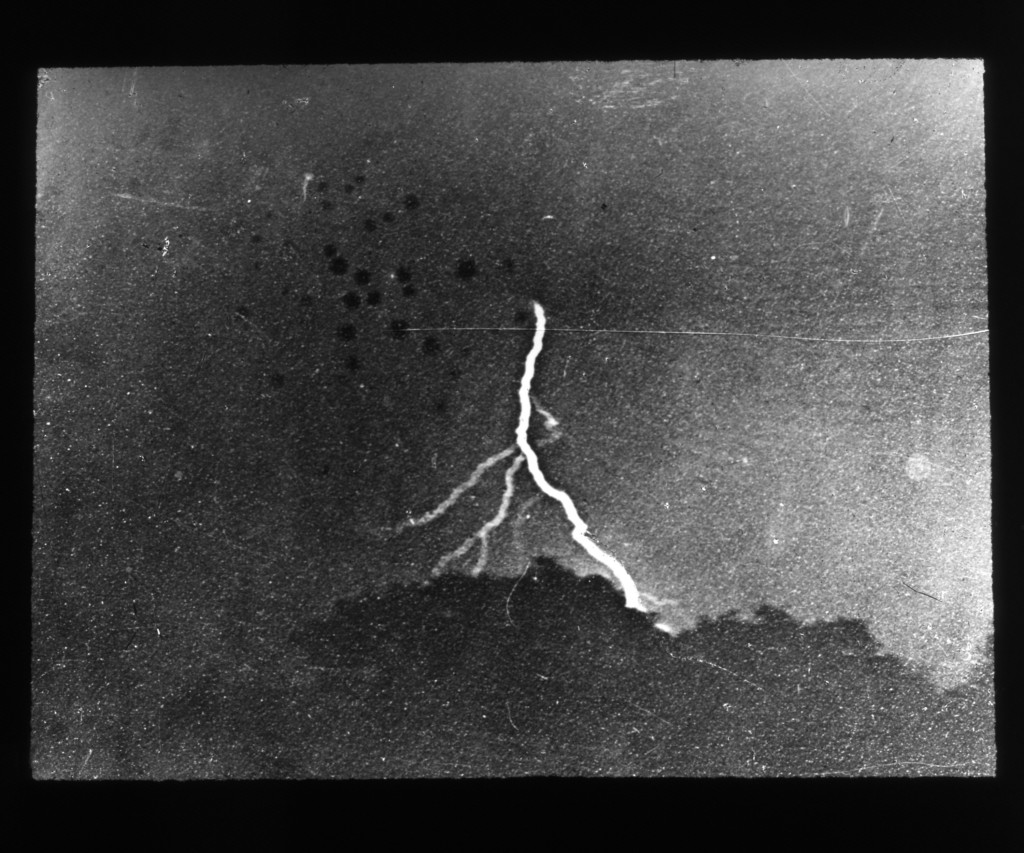
La prima fotografia di un fulmine, scattata da William Nicholson Jennings il 2 settembre 1882 a Filadelfia. Silver gelatin print. The Franklin Institute, Philadelphia.

Nacque nello Yorkshire e si dedicò alla ricerca scientifica e alla scrittura di articoli. Esercitò l'attività di fotografo alla fine del XIX secolo a Filadelfia, città in cui emigrò nel 1879, dopo che la crisi finanziaria del 1873 detereminò il fallimento del lanificio di proprietà della famiglia. Iniziò a praticare la fotografia per lavoro per la Pennsylvania Railroad, che lo assunse nel 1885 per documentare il progresso dei propri cantieri e prevenire azioni legali a danno dell'azienda.
Fu il primo a fotografare un fulmine il 2 settembre 1882, dimostrando così che il fulmine non si verificava a zig-zag. Riuscì a fotografare l'evento atmosferico grazie all'invenzione delle “lastre fotografiche Rapid Eclipse”, progettate e fornite per l'occasione da John Carbutt (1832-1905), suo amico e produttore di lastre a secco.
Tra il 1885 e il 1890 scattò diversi scatti di fulmini di diverse varietà. Sperimentò anche la fotografia a colori e realizzò fotografie sperimentali di fulmini artificiali, circostanza che lo rende uno dei precursori della fotografia con il flash.
il 4 luglio 1893 realizzò le prime fotografie aeree di Filadelfia dopo essere asceso in mongolfiera con Samuel King.
Si iscrisse al Franklin Institute di cui fu membro attivo e da cui ottenne la medaglia John Price Wetherill Medal nel 1930.

## Premi
- John Price Wetherill Medal (1930)